# Heselgraben
Der Heselgraben ist ein vom Landratsamt Freudenstadt am 14. August 1989 durch Verordnung als Landschaftsschutzgebiet auf dem Gebiet der Gemeinde Empfingen im Landkreis Freudenstadt und Sulz am Neckar im Landkreis Rottweil.

## Lage
Das Landschaftsschutzgebiet Heselgraben liegt zwischen der Ortschaft Mühlheim am Bach und Empfingen auf der Grenze zwischen Muschelkalk und Keuper im Naturraum Obere Gäue.

## Landschaftscharakter
Der Heselgraben wird vom Empfinger Bach durchflossen. Das Gebiet zeichnet sich durch einen kleinräumigen Wechsel verschiedener Nutzungsarten aus und ist durch zahlreiche Hecken und Feldgehölze strukturiert. Von Halbtrockenrasen bis zu Nasswiesen ist ein breites Spektrum verschiedener Biotope im Gebiet zu finden. Im Norden des Gebiets befindet sich der Empfinger Stauweiher. Im westlichen Teil durchschneidet die Kreisstraße 4767 bzw. 5509 das Gebiet.

## Zusammenhängende Schutzgebiete
Der südliche Teil des Landschaftsschutzgebiets liegt im FFH-Gebiet Wiesen und Heiden an Glatt und Mühlbach.